# Trachelipus taborskyi
Trachelipus taborskyi är en kräftdjursart som först beskrevs av Zdenek Frankenberger 1950.  Trachelipus taborskyi ingår i släktet Trachelipus och familjen Trachelipodidae. Inga underarter finns listade i Catalogue of Life.